# Lancia da fuoco
La lancia da fuoco (cinese tradizionale 火槍; cinese semplificato 火枪; pinyin huǒ qiāng) è una delle prime armi a polvere da sparo della storia.

## Descrizione
Il primissimo tipo di lancia da fuoco consisteva di una sorta di picca abbinata ad un tubo contenente polvere da sparo e proiettili. Dopo l'accensione, la carica di lancio espelleva un piccolo proiettile o una freccia avvelenata, contemporaneamente alla fiamma. Aveva una gittata di pochi metri. Poiché era unita ad un'arma da punta/taglio, era originariamente utilizzata nel corpo a corpo, e la componente "arma da fuoco" era concepita semplicemente come un vantaggio per il portatore nel combattimento a distanza ravvicinata.
Tuttavia, ben presto si comprese che il "tubo/lanciaproiettili" aveva una rilevanza autonoma, ed apparvero così lance da fuoco separate dalla picca.